# David Hassbach

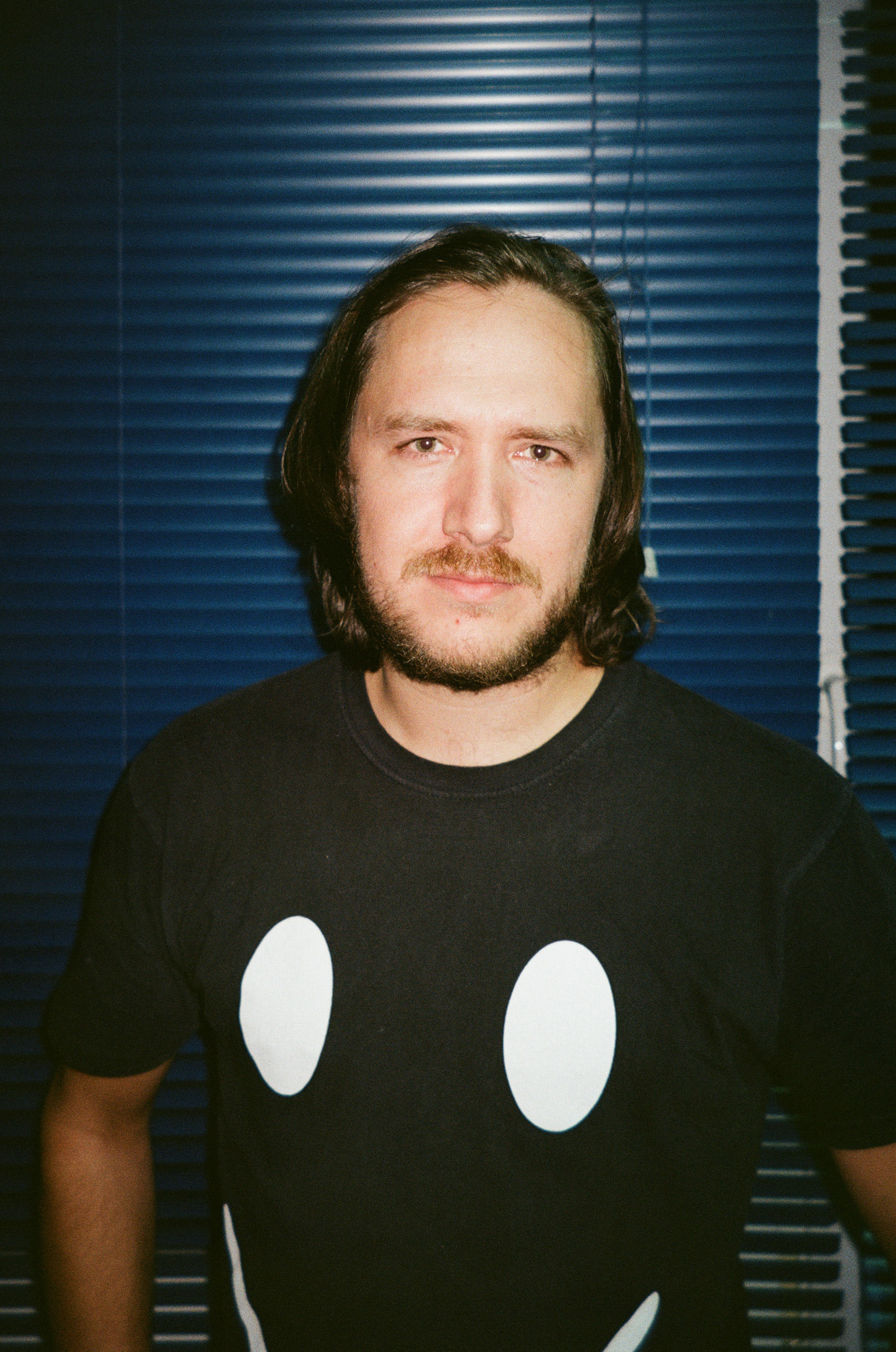
David Hassbach, 2023

David Hassbach (* 1991 in Salzburg) ist ein österreichischer Autor, Werbetexter und freischaffender Kurator.

## Leben
David Hassbach studierte Transmediale Kunst bei Brigitte Kowanz an der Universität für angewandte Kunst Wien. 2016 kam er mit seiner Kurzgeschichte #scheissjahr ins Finale des Literaturwettbewerbs FM4 Wortlaut. Sie wurde im Sammelband Fallen im Luftschacht Verlag veröffentlicht.
Aus der Kurzgeschichte entwickelte Hassbach seinen Debütroman #scheissjahr, der 2018 im Achse Verlag erschien. 2019 erschien sein Folgeroman, Der kleine Benimmratgeber fürs Wochenende.
Im selben Jahr gewann David Hassbach zum ersten Mal das Werbewunder Radio, einen österreichischen Kreativpreis für Werbetexterinnen und Werbetexter. 2025 konnte er den Wettbewerb zum zweiten Mal für sich entscheiden. 2021 arbeitete er mit dem österreichischen Künstler Martin Grandits für sein Kunstbuch Caspar David Kärnten zusammen, das im Verlag für moderne Kunst erschien. Seit 2023 ist er Mitglied im Creativ Club Austria.
David Hassbach lebt und arbeitet in Wien.

## Werke

### Bücher
- 2018: #scheissjahr, Roman, Achse Verlag, Wien, 2018, ISBN 9783950451450.
- 2019: Der kleine Benimmratgeber fürs Wochenende, Roman, Achse Verlag, Wien, 2019, ISBN 978-3-9504831-0-9.